# Black Cards
Black Cards – amerykański zespół założony w 2010 roku przez basistę Fall Out Boy, Pete’a Wentza. W swej muzyce miesza takie gatunki jak electropop, experimental, czy reggae.

## Historia
Black Cards powstał w lipcu 2010 roku z inicjatywy lidera Fall Out Boy, Pete’a Wentza, po tym, jak jego poprzedni zespół ogłosił przerwę w istnieniu. Początkowo Wentz planował odpocząć od muzyki i skoncentrować się na rodzinie, jednak ostatecznie stworzył nowy projekt muzyczny, eksperymentując z całkiem nowym brzmieniem.
Podczas pobytu na Jamajce Wentza zainspirowało Jamajskie Reggae, na czele z takimi piosenkami jak Culture „Two Sevens Cash” czy The Gladiators „Warriors”. Po powrocie, Wentz przedyskutował z producentem Samem Hollenderem (Cobra Starship, Gym Class Heroes, Hey Monday) zmiksowanie brytyjskiego popu i rocka z lat osiemdziesiątych z muzyką dance i reggae.
Wokalistką zespołu w latach 2010–2012 była Bebe Rexha, którą Wentz poznał przypadkiem, podczas nagrywania w studiu. Na stronie zespołu wyjaśnił, że tym razem chciał spróbować damskiego wokalu, gdyż nie wyobrażał sobie zastąpienia Patricka.
30 sierpnia na swoim blogu Wentz ogłosił pełny skład zespołu, wyjawiając tożsamość gitarzysty Nate’a Pattersona (The Receiving End of Sirens) i perkusisty Spencera Petersona (Saves The Day, wcześniej Hidden in Plain View)
Pierwsze koncerty zespołu miały miejsce w Hartford, CT, Providence, RI i Poughkeepsie, NY, 14, 15 i 16 października, oraz w Wielkiej Brytanii w Glasgow, Manchesterze i Londynie 25, 26 i 29 października 2010.
Zapowiedziane koncerty w Paryżu i Berlinie zostały przełożone.
Pierwszy singiel „Club Called Heaven” z gościnnym udziałem Chiddy Bang został umieszczony na MySpace, YouTube oraz na oficjalnej stronie zespołu.
Klip do niej swą premierę miał 9 listopada 2010
7 października na Facebooku grupy premierę miał utwór „Dr. Jekyll & Mr. Fame” udostępniony do darmowego ściągnięcia.
31 grudnia zespół udostępnił kolejną piosenkę. Utwór „Dominos” był możliwy do ściągnięcia jedynie przez kilka minut na stronie Bananas Music Club.

## Muzycy
- Bebe Rexha – wokal (2010–2012)
- Pete Wentz – gitara basowa (2010–obecnie)
- Nate Patterson – gitara prowadząca (2010–obecnie)
- Spencer Peterson – perkusja (2010–obecnie)